# Костюковка (Гомельський район)
Костюковка (біл. Касцюкоўка) — село в Єроминській сільській раді Гомельського району Гомельської області Республіки Білорусь.

## Географія

### Розташування
За 5 км на північ від Гомеля, на шосе Довськ — Гомель.

## Транспортна мережа
Планування складається з прямолінійної, майже широтної вулиці, до якої на заході приєднується коротка вулиця, на сході — провулок. Забудова двостороння, переважно дерев'яна, садибного типу.

## Історія
За письмовими джерелами відоме з XVIII століття як село в Речицькому повіті Мінського воєводства Великого князівства Литовського. Значну частину жителів становили старовіри.
Після першого поділу Речі Посполитої (1772) у складі Російської імперії, у володінні фельдмаршала графа Петра Рум'янцева-Задунайського, з 1834 — фельдмаршала князя Івана Паскевича. Через село проходив шлях Санкт-Петербург — Київ (почав будуватися в 1782 році). У 1850 році поряд пройшло шосе Санкт-Петербург — Київ, що значно розширило транспортні можливості села. Була поштова станція. Господар фольварку Костюковка володів тут у 1862 році 611 десятинами землі. З 1875 року працювала зернодробарка. У 1885 році діяв хлібний магазин. Відповідно до перепису 1897 року були: школа грамоти, трактир. У сільській школі в 1907 році було 43 учні. У 1909 році 1239 десятин землі, у Поколюбицькій волості Гомельського повіту Могильовської губернії. Працювало відділення поштового зв'язку.
1926 року діяли поштовий пункт, школа, центр Костюковської сільради Гомельського району Гомельського округу. Поруч були Костюковські хутори. У 1930 році організований колгосп «Інтернаціонал», працював вітряк. Під час німецько-радянської війни 142 мешканці загинули на фронті. Розміщується магазин.

## Населення

### Чисельність
- 2009 — 754 мешканці.

## Відомі уродженці
- Павло Никифорович Гавриленко (1902 — 1961) — білоруський художник[3].
- Федір Никифорович Гавриленко (1906 — 1986) — керівник білоруського партизанського руху під час німецько-радянської війни.
- Іван Федорович Клімов (1903 — 1991) — радянський партійний діяч.